# Powiat Deggendorf
Powiat Deggendorf (niem. Landkreis Deggendorf) – powiat w Niemczech, w kraju związkowym Bawaria, w rejencji Dolna Bawaria, w regionie Donau-Wald.
Siedzibą powiatu Deggendorf jest miasto Deggendorf.

## Podział administracyjny
W skład powiatu Deggendorf wchodzą:
- trzy gminy miejskie (Stadt)
- cztery gminy targowe (Markt)
- 19 gmin wiejskich (Gemeinde)
- cztery wspólnoty administracyjne (Verwaltungsgemeinschaft)

Miasta:
| Lp. | Nazwa miasta | Ludność (31.12.2011) | Powierzchnia km² |
| --- | ------------ | -------------------- | ---------------- |
| 1   | Deggendorf   | 31.727               | 77,20            |
| 2   | Osterhofen   | 11.613               | 111,20           |
| 3   | Plattling    | 12.882               | 35,90            |

Gminy targowe:
| Lp. | Nazwa gminy targowej | Ludność (31.12.2011) | Powierzchnia km² |
| --- | -------------------- | -------------------- | ---------------- |
| 1   | Hengersberg          | 7.640                | 45,80            |
| 2   | Metten               | 4.373                | 11,90            |
| 3   | Schöllnach           | 4.958                | 39,90            |
| 4   | Winzer               | 3.818                | 27,60            |

Gminy wiejskie:
| Lp. | Nazwa gminy      | Ludność (31.12.2011) | Powierzchnia km² |
| --- | ---------------- | -------------------- | ---------------- |
| 1   | Aholming         | 2.294                | 29,40            |
| 2   | Auerbach         | 2.172                | 24,10            |
| 3   | Außernzell       | 1.408                | 24,10            |
| 4   | Bernried         | 4.933                | 39,50            |
| 5   | Buchhofen        | 918                  | 15,70            |
| 6   | Grafling         | 2.767                | 46,30            |
| 7   | Grattersdorf     | 1.338                | 26,00            |
| 8   | Hunding          | 1.186                | 14,70            |
| 9   | Iggensbach       | 2.144                | 19,10            |
| 10  | Künzing          | 3.139                | 40,40            |
| 11  | Lalling          | 1.566                | 27,90            |
| 12  | Moos             | 2.174                | 32,20            |
| 13  | Niederalteich    | 1.907                | 9,96             |
| 14  | Oberpöring       | 1.142                | 17,40            |
| 15  | Offenberg        | 3.263                | 23,85            |
| 16  | Otzing           | 1.981                | 30,40            |
| 17  | Schaufling       | 1.525                | 25,40            |
| 18  | Stephansposching | 3.051                | 44,70            |
| 19  | Wallerfing       | 1.362                | 20,80            |

Wspólnoty administracyjne:
| Lp. | Nazwa wspólnoty administracyjnej | Ludność (31.12.2011) | Powierzchnia km² | Liczba gmin |
| --- | -------------------------------- | -------------------- | ---------------- | ----------- |
| 1   | Lalling                          | 5.615                | 94,00            | 4           |
| 2   | Moos                             | 3.092                | 48,00            | 2           |
| 3   | Oberpöring                       | 4.485                | 68,60            | 3           |
| 4   | Schöllnach                       | 6.366                | 64,10            | 2           |

## Demografia
Dane o ludności z 31 grudnia 2008:
| Opis                                | Ogółem  | Ogółem | Kobiety | Kobiety | Mężczyźni | Mężczyźni |
| ----------------------------------- | ------- | ------ | ------- | ------- | --------- | --------- |
| Jednostka                           | osób    | %      | osób    | %       | osób      | %         |
| Populacja                           | 117 273 | 100    | 59 660  | 50,87   | 57 613    | 49,13     |
| Wiek przedprodukcyjny (0–17 lat)    | 20 992  | 17,9   | 10 265  | 8,75    | 10 727    | 9,15      |
| Wiek produkcyjny (18–65 lat)        | 74 438  | 63,47  | 36 848  | 31,42   | 37 590    | 32,05     |
| Wiek poprodukcyjny (powyżej 65 lat) | 21 843  | 18,63  | 12 547  | 10,7    | 9296      | 7,93      |

## Polityka

### Landrate
- maj 1945 - maj 1946: Erich Chrambach
- maj 1946 - kwiecień 1948: Alois Weinzierl
- maj 1948 - luty 1963: Ludwig Heigl (CSU)
- luty 1963 - maj 1972: Josef Krug
- czerwiec 1972 - 30 kwietnia 1978: Walter Fritsch (SPD)
- 1 maja 1978 - 30 kwietnia 2002: Georg Karl (CSU)
- od 1 maja 2002: Christian Bernreiter (CSU)

### Kreistag
|                          |                          | 2002   | 2002    | 2002   | 2008   | 2008   | 2008   |
| miejsca                  | %                        | głosy  | miejsca | %      | głosy  |        |        |
| ------------------------ | ------------------------ | ------ | ------- | ------ | ------ | ------ | ------ |
|                          | CSU                      | 29     | 46,4%   | 26 082 | 26     | 41,3%  | 21 504 |
|                          | SPD                      | 12     | 20,6%   | 11 603 | 11     | 17,4%  | 9 081  |
|                          | Zieloni                  | 2      | 4,4%    | 2 502  | 3      | 5,5%   | 2 875  |
|                          | Freie Wähler             | 6      | 9,4%    | 5 272  | 11     | 18,7%  | 9 751  |
|                          | Freie Wählergemeinschaft | 6      | 10,2%   | 5 724  | –      | –      | –      |
|                          | Junge Liste              | 4      | 6,4%    | 3 590  | 4      | 7,0%   | 3 656  |
|                          | REP                      | 1      | 2,6%    | 1 465  | 2      | 4,1%   | 2 133  |
|                          | ödp                      | –      | –       | –      | 2      | 3,4%   | 1 780  |
|                          | FDP                      | –      | –       | –      | 1      | 2,5%   | 1 308  |
|                          |                          | 60     | 100%    | 56 238 | 60     | 100%   | 52 088 |
| uprawnieni do głosowania | uprawnieni do głosowania | 88 749 | 88 749  | 88 749 | 91 759 | 91 759 | 91 759 |
| głosy ważne              | głosy ważne              | 56 238 | 56 238  | 56 238 | 52 088 | 52 088 | 52 088 |
| głosy nieważne           | głosy nieważne           | 2 046  | 2 046   | 2 046  | 2 196  | 2 196  | 2 196  |
| frekwencja               | frekwencja               | 65,7%  | 65,7%   | 65,7%  | 59,2%  | 59,2%  | 59,2%  |

## Powiaty partnerskie
- Powiat Pilzno Północ, Czechy, od 20 czerwca 2001[4]